# Billy Hughes (football canadien)
Pour les articles homonymes, voir Hughes.
Wilfred Perry Hughes, communément appelé Billy ou   Bill Hughes (c. 1888 – 28 août 1955) est un joueur et entraîneur canadien de football canadien et de hockey sur glace.

## Biographie
Billy Hughes est né à Renfrew en Ontario vers 1888. Alors qu'il étudie à l'Université McGill de Montréal, il est membre des équipes universitaires de football canadien et de hockey sur glace. 
Il commence sa carrière d'entraîneur de football canadien en 1919 avec le Montreal AAA Winged Wheelers, qui sont cette année-là champions de l'Interprovincial Rugby Football Union. En 1922, il est appelé en fin de saison pour remplacer George Awrie, tombé malade, comme entraîneur du club de football de l'Université Queen's. Son club remporte cette année-là le championnat universitaire canadien, puis le championnat national, la coupe Grey. Il répète ce double exploit les deux années suivantes, puis en 1925 remporte de nouveau le championnat universitaire, mais échoue devant Ottawa en finale de l'Est du Canada. Hughes quitte son poste à Queen's après la saison 1926, puis revient dans l'IRFU avec les Winged Wheelers de 1928 à 1930. En 1932, il se retrouve avec les Tigers de Hamilton qu'il mène à la coupe Grey. 
Sa carrière d'entraineur se poursuit avec les Rough Riders d'Ottawa pour les saisons 1935 et 1936. Par la suite, il revient à Montréal pour diriger les  Bulldogs en 1940 et 1941. Durant la Deuxième Guerre mondiale, quand les équipes civiles deviennent inactives, il dirige une équipe militaire de Montréal, le Lachine RCAF. Il revient pour une dernière saison, diriger les Hornets de Montréal en 1945.
Il meurt à l'Hôpital général de Montréal le 28 août 1955.

## Honneurs
- Intronisé au Temple de la renommée du football canadien en 1974 à titre de bâtisseur.